# کاترینا کوزلوا
 کاترینا کوزلوا (انگلیسی: Kateryna Kozlova؛ زاده ۲۰ فوریهٔ ۱۹۹۴) یک تنیس‌باز اهل اوکراین است.